# Classe Circé (1907)
Pour les autres classes de navires du même nom, voir Classe Circé.
La classe Circé est une classe de deux sous-marins construits pour la marine nationale française au début du XXe siècle.

## Histoire
En 1905, le conseil supérieur de la marine est conscient que tous les sous marin commandés sont limités aux actions côtières; il est décidé de lancer un programme de sous-marins dit de <<haute mer>> conçu par Maxime Laubeuf d'un déplacement de 500 tonnes plus de 12 nœuds en surface et 10 en plongée et d’un rayon d’action entre 2500 et 3000 nautique, obtenu grâce à un moteur diesel.
Lancé à 2 exemplaires du fait de l’utilisation de moteur diesel peu fiable, dû à l’industrie française incapable d’en fabriquer, ils sont importés d'Allemagne.

## Conception
La classe est conçue d'après des plans de Maxime Laubeuf. La Calypso, lancé en 1907, a coûté 1 807 677 francs français (l'équivalent de 8 379 447,96 euros d'aujourd'hui).
Ce sont des Aigrette améliorés et de parfait précurseur au Brumaire, ces derniers empruntant leur conception général tout en copiant la coque des Pluviose avec 2 lignes d’arbres de propulsion plus performantes que celle des sous-marins antérieurs.
Considéré par ses premiers commandants comme très réussi, en particulier le moteur diesel quatre temps très fiable. Il recevra plusieurs modifications : suppression du safran supérieur de direction jugé trop fragile, ajout d’un massif derrière le kiosque et l’installation d’un canon.

## Unités
- La Circé (Q47), lancée le 13 septembre 1907. Elle participe activement à la campagne de Méditerranée, avant d'être coulée aux premières heures du 20 septembre 1918 par un U-boot.
- La Calypso (Q48), lancée le 24 octobre 1907. Elle est abordée accidentellement par sa sister-ship la Circé le 7 juillet 1914, et sombre en emportant 3 membres d'équipage.